# Andrew Ebbett
Andrew Ebbett (* 2. Januar 1983 in Vernon, British Columbia) ist ein ehemaliger kanadischer Eishockeyspieler und derzeitiger -funktionär, der im Verlauf seiner aktiven Karriere zwischen 2002 und 2021 unter anderem 243 Spiele für die Anaheim Ducks, Chicago Blackhawks, Minnesota Wild, Phoenix Coyotes, Vancouver Canucks und Pittsburgh Penguins in der National Hockey League (NHL) auf der Position des Centers bestritten hat. Darüber hinaus absolvierte Ebbett über fünf Spielzeiten weitere 253 Partien für den SC Bern in der Schweizer National League (A) und gewann in dieser Zeit dreimal die Schweizer Meisterschaft. Von Sommer 2021 bis Ende April 2024 war er als Sportchef beim SC Bern angestellt.

## Karriere
Andrew Ebbett ging 2001 im Alter von 18 Jahren zu den Salmon Arm Silverbacks in die British Columbia Hockey League. Nach 84 Scorerpunkten – darunter 45 Tore – wechselte er zu Beginn der Studienzeit nach Michigan. Während seiner Studienzeit spielte der Stürmer insgesamt vier Jahre lang für die University of Michigan in der National Collegiate Athletic Association (NCAA), bevor er 2006 erstmals in der American Hockey League (AHL) auflief.

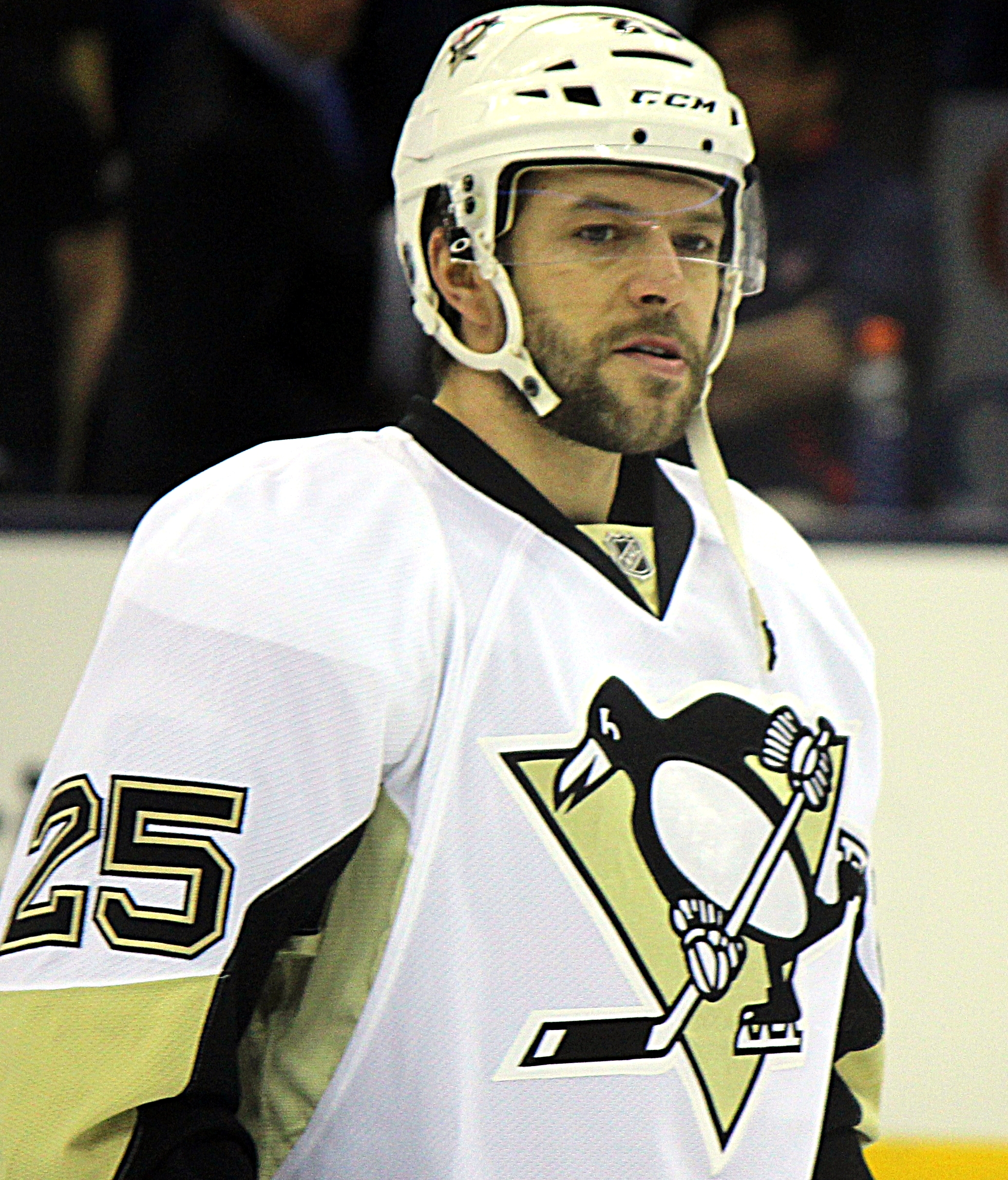
Ebbett im Trikot der Pittsburgh Penguins (2014)

Nach zwei erfolgreichen Jahren in der AHL bekam der Kanadier die Möglichkeit, drei Spiele in der National Hockey League (NHL) für die Anaheim Ducks zu absolvieren, ohne je zuvor in einem der NHL Entry Drafts ausgewählt worden zu sein. Zu Beginn der Saison 2007/08 war Ebbett vom Farmteam der Ducks, den Portland Pirates, verpflichtet worden. Da er sich im Vorfeld der Saison 2008/09 allerdings zunächst nicht bei den Ducks durchsetzen konnte, schickten ihn diese vor Saisonbeginn zu ihrem neuen AHL-Farmteam Iowa Chops. Im Laufe der Spielzeit beorderten die Ducks ihn dann doch in ihr NHL-Team, in dem er den Großteil der Spielzeit absolvierte. Für die Anaheim Ducks absolvierte er 51 NHL-Spiele und erreichte 32 Scorerpunkte. Im Oktober 2009 wurde er von den Ducks auf die Waiver-Liste gesetzt und von den Chicago Blackhawks verpflichtet. Nach zehn Spielen und einem Tor für die Blackhawks wurde er wieder auf die Waiver-Liste gesetzt. Die Minnesota Wild wählten ihn schließlich am 21. November 2009 aus. Anfang Juli 2010 wechselte er als Free Agent zu den Phoenix Coyotes, die ihn bei der San Antonio Rampage einsetzten. Am 1. Juli 2011 unterzeichnete Ebbett einen Kontrakt für ein Jahr bei den Vancouver Canucks, bevor er im Juli 2013 unterzeichnete er einen Zweijahresvertrag bei den Pittsburgh Penguins, wobei der Kanadier überwiegend für deren Farmteam, die Wilkes-Barre/Scranton Penguins spielte.
Nach der Saison 2014/15 verließ Ebbett Nordamerika und unterzeichnete beim SC Bern aus der Schweizer National League A (NLA) einen Zweijahresvertrag. In der Saison 2015/16 gewann er mit Bern die Schweizer Meisterschaft. Er hatte im Verlauf der Spielzeit drei Monate aufgrund eines gebrochenen Schienbeinkopfes pausieren müssen, den er sich im Oktober 2015 zugezogen hatte. Im Dezember 2016 gewann er mit der kanadischen Auswahl den Spengler Cup und wurde ins All-Star-Team des Turniers berufen. Anfang des Jahres 2017 verlängerte er seinen Vertrag mit dem SCB bis 2019. Im Rahmen der Olympischen Winterspiele 2018 gab Ebbett sein Debüt für die kanadische Nationalmannschaft und gewann mit der Auswahl, die ohne NHL-Spieler antrat, die Bronzemedaille.
Mit dem SC Bern prägte er Ende der 2010er Jahre eine Ära im Schweizer Eishockey, die sich unter anderem im dreimaligen Gewinn der Meisterschaft ausdrückte. Nach der Spielzeit 2019/20 endete sein Engagement bei den Mutzen. Am 8. Februar 2021 gab der EHC Red Bull München bekannt, dass der vereinslose Angreifer einen Vertrag bis zum Saisonende unterschrieben habe. Nach der Saison 2020/21 beendete der Kanadier seine aktive Karriere im Alter von 38 Jahren. Im Anschluss kehrte er zum SC Bern zurück, bei dem er die Funktion des Sportchefs übernahm. Er ersetzte somit die zuvor entlassene Florence Schelling. Diese Funktion hatte er bis zum Saisonende 2023/24 inne, Anfang Mai 2024 wurde er durch Patrik Bärtschi abgelöst.

## Erfolge und Auszeichnungen
| - 2002 BCHL Interior Conference Rookie of the Year - 2003 CCHA-Meisterschaft mit der University of Michigan - 2005 CCHA-Meisterschaft mit der University of Michigan - 2008 Teilnahme am AHL All-Star Classic - 2016 Schweizer Meister mit dem SC Bern - 2016 Spengler-Cup-Gewinn mit dem Team Canada - 2016 Topscorer des Spengler Cups - 2016 Spengler Cup All-Star-Team | - 2017 Schweizer Meister mit dem SC Bern - 2017 Topscorer der NLA-Playoffs - 2017 Spengler-Cup-Gewinn mit dem Team Canada - 2017 Spengler Cup All-Star-Team - 2018 NL Most Valuable Player - 2018 NL Media Most Valuable Player - 2018 NL Media All-Star Team - 2019 Schweizer Meister mit dem SC Bern |

### International
- 2018 Bronzemedaille bei den Olympischen Winterspielen

## Karrierestatistik

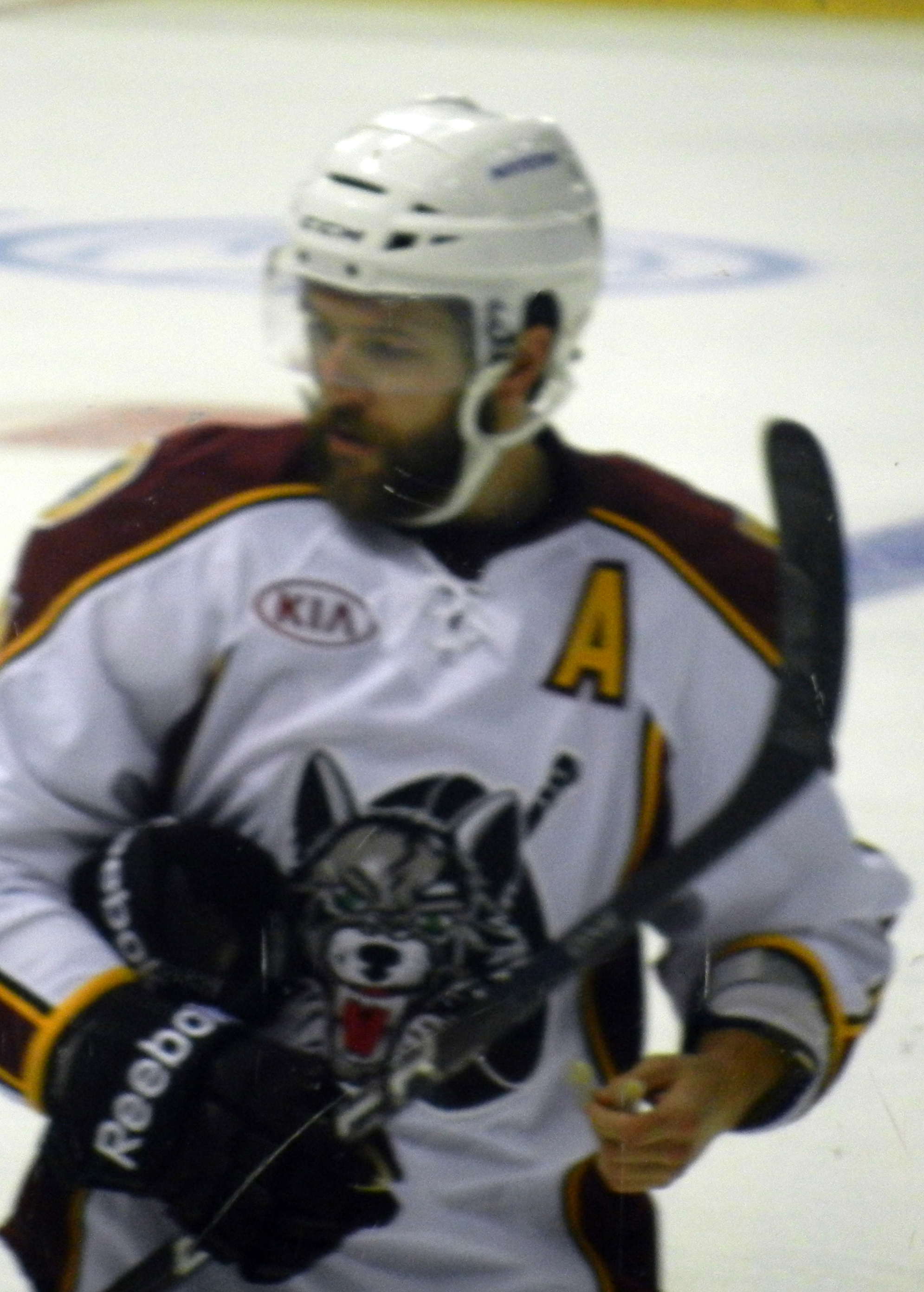
Ebbett als Spieler der Chicago Wolves (2012)

### International
Vertrat Kanada bei:
- Olympischen Winterspielen 2018

(Legende zur Spielerstatistik: Sp oder GP = absolvierte Spiele; T oder G = erzielte Tore; V oder A = erzielte Assists; Pkt oder Pts = erzielte Scorerpunkte; SM oder PIM = erhaltene Strafminuten; +/− = Plus/Minus-Bilanz; PP = erzielte Überzahltore; SH = erzielte Unterzahltore; GW = erzielte Siegtore; 1 Play-downs/Relegation; Kursiv: Statistik nicht vollständig)